# Raúl Gaona
Raúl Gaona – meksykański bokser, brązowy medalista Igrzysk Ameryki Środkowej i Karaibów z roku 1938. W walce o brązowy medal pokonał walkowerem Kubańczyka Armando Díaza.